# Міскатонікський університет
Міскатонікський університет (англ. - Miskatonic University) — вигаданий Говардом Ф. Лавкрафтом університет, розташований у вигаданому місті Аркгемі, штат Массачусетс. Первісно був описаний у творах «Герберт Уест - реаніматор», «Жах Данвіча» та «Прибулець з космосу», але згодом став з'являтися і в численних творах послідовників Лавкрафта. Назва університету утворена від річки Міскатонік, що тече через місто. 
У назві університету очевидний натяк на Массачусетський технологічний інститут. 
Міскатонікський університет відомий своїм зібранням оккультної літератури. Там зберігаються: 
- один з небагатьох вцілілих примірників «Некрономікону»;
- «Невимовні культи» Фридриха фон Юнцта;
- неповна «Книга Ейбона».

Герб Міскатонікського університету -  цефалоподи, що борються між собою. 
Серед прихильників творчості Г. Ф. Лавкрафта герб Міскатонікського університету є популярним символом.